# Bastion Road
 (avril 2025).
Bastion Road est un stade de football à Prestatyn au pays de Galles.
L'équipe principale qui utilise ce stade est le Prestatyn Town qui joue dans le Welsh Premier League.